# Brandzwartschild
De brandzwartschild (Pterostichus quadrifoveolatus) is een keversoort uit de familie van de loopkevers (Carabidae). De wetenschappelijke naam van de soort werd in 1852 gepubliceerd door Karl Letzner.